# Cal Gibert
|  | Per a altres significats, vegeu «Cal Gibert (Artés)». |

Cal Gibert és una casa al municipi del Vendrell inclosa en l'Inventari del Patrimoni Arquitectònic de Catalunya. L'antiga "quinta Amèrica" o l'actual "villa Teresa", és un edifici quasi centenari, d'estil colonial cubà, avui dia desfigurat a la planta baixa per un magatzem de queviures adossats a un del costats.
És una casa amb un pati adossat a la dreta, on s'hi accedia mitjançant dues grans portalades avui tapiades. Tot l'edifici és recorregut per un sòcol i decorat amb carreus regulars. La zona dedicada a habitatge és composta per quatre plantes. Els baixos presenten dues grans portalades, una de les quals és desfigurada per un magatzem. La planta principal té una gran balconada de ferro forjat amb dues portes balconeres rematades per una motllura. La segona planta, consta de dos balcons sustentats per mènsules i decorats per una franja de decoració geomètrica i una motllura. L'última planta que correspon a les golfes, té finestres aparellades i uns arcs de mig punt cecs. Rematant l'edifici hi ha una cornisa i una barana de pedra. Al darrere de la casa i a la banda dreta s'alça una torre rectangular amb obertures d'arc de mig punt, una motllura a la part superior i, com a remat, una cornisa junt amb una barana de pedra.